# Abagrotis rubricundis
Abagrotis rubricundis là một loài bướm đêm thuộc họ Noctuidae. Nó được tìm thấy ở vùng núi của California và tây nam Oregon.
Sải cánh dài khoảng 38 mm.